# Camera Mainiči
Camera Mainiči (カメラ毎日) byl japonský měsíční fotografický časopis o fotoaparátech a fotografii vydávaný od června 1954 do dubna 1985. Zakládající společnost byla Mainiči šinbun-ša. U zrodu časopisu stál Robert Capa.

## Historie
K vydání prvního čísla byl pozván do Japonska maďarský válečný fotograf Robert Capa. Po tomto pozvání odjel Capa na žádost časopisu Life do Francouzské Indočíny, kde šlápl na minu a přišel o život.:s.155
Stejně jako ve většině masových fotografických časopisů byla velká část redakčního obsahu Camera Mainiči věnována zprávám a recenzím fotoaparátů, objektivů a dalšího vybavení. Od začátku si ale našel prostor pro prvotřídní a nekonvenční fotografii a zejména v období 1963–1978, kdy byl editorem Šódži Jamagiši, se zdál dobrodružnější než jeho hlavní rivalové Asahi Camera a Nippon Camera (které oba dva přežil). Po odchodu Jamagišiho věnoval časopis více prostoru módě a mírně erotické fotografii.
Camera Mainiči byl založen v Tokiu. Posledním redaktorem časopisu byl Kazuo Nišii.
V 50. letech 20. století, kdy byl Camera Mainiči poprvé vydáván, bylo vedle Asahi Camera a Nippon Camera spuštěno mnoho časopisů jako Sankei Camera, což způsobilo nebývalý boom časopisů o fotografii. Když byl pozván Robert Capa, aby časopis uvedl na trh, nebyl velký rozdíl od jiných časopisů. Počátkem 60. let však začala být prezentována díla mladých reklamních fotografů patřících do fotografických oddělení reklamních agentur jako Light Publicity (Norimicu Jokosuka, Jutaka Takanaši, Jošihiro Tačiki, Kišin Šinojama, Hadžime Sawatari aj.).
Uprostřed tohoto trendu se v dubnu 1965 objevila kniha Jošihira Tacukiho Tongue Sticking Out Angel. Měla 56 stran, a autoři komentářů byli: Makoto Wada, Šudži Terajama a Šiniči Kusamori. Kromě toho byly ve vydání z ledna 1966 Jutaka Takanašiho „Tokijští lidé“ a v listopadovém vydání z roku 1965 „Standing Time“ Ikko Narahary uvedeny na více než 30 speciálních stránkách, které zůstávají v historii japonské fotografie.
Poté se trend zveřejňovaných fotografií velmi změnil a začaly být zveřejňovány fotografie Daido Morijamy a Takumy Nakahiry „Are Bure Bokeh“, „Compora photos“ Šigeo Gočoa a další. Šin Janagisawa, Takao Niikura, Issei Suda a Kijóši Suzuki patřili také mezi často publikované autory.
Série „Are bure bokeh“ a „Con-pora photography“ měly na amatérské fotografy velký vliv. Od vydání z ledna 1977 začala sekce „Album“ na stránce bezplatného veřejného náboru a odtud se objevila Hiroo Kikai a další.
Sbírka fotografií aktů NEW NUDE byla vydaná jako samostatný svazek „Camera Mainiči“. Byly publikovány třikrát: NEW NUDE (1983), NEW NUDE2 (1985) a NEW NUDE3 (1986). Jak v prvním, tak i v druhém díle byla redakce upozorněna oddělením metropolitní policie na obscénnost zveřejněných fotografií, a v souvislosti s NEW NUDE3 byly redaktorovi nakonec zaslány dokumenty s podezřením na prodej obscénních obrazů a bylo mu nařízeno zaplatit pokutu 200 000 jenů.
Zejména v 70. letech, kdy byl šéfredaktorem Šódži Jamagiši, časopis aktivně prezentoval Daidóa Morijamu a zanechal velký vliv na historii japonské fotografie.
Časopis také zveřejňoval výsledky dvou fotografických soutěží sponzorovaných Mainiči šinbun-ša: Fotografická cena Mainiči (1955–1958) a Cena Kena Domona (od roku 1982).
Ačkoli mainiči doslova znamená „denně“, časopis byl místo toho pojmenován po svém vydavateli Mainiči šinbun-ša (nejznámější díky svému deníku Mainiči šinbun).